# Petrićevac

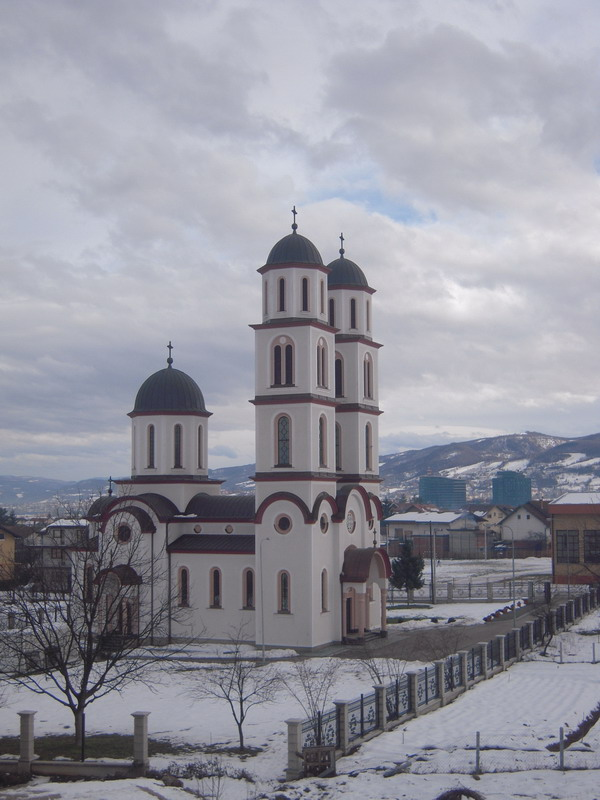
L'église Saint-Pierre-et-Saint-Paul

Petrićevac (en serbe cyrillique : Петрићевац), est un quartier de Banja Luka en Bosnie-Herzégovine. Au recensement de 1991, il comptait 4 815 habitants, dont une majorité de Serbes.

## Démographie
Au recensement de 1991, la population de la communauté locale de Petrićevac se répartissait de la manière suivante :